# Elezioni parlamentari in Serbia del 1990
Le elezioni parlamentari nella Repubblica Socialista di Serbia del 1990 si tennero il 9 dicembre, contestualmente alle elezioni presidenziali, per il primo turno, e il 23 dicembre per il secondo turno.
Si trattò delle prime elezioni multipartitiche; il Partito Socialista di Serbia, nato dalla dissoluzione della Lega dei Comunisti di Jugoslavia e guidato da Slobodan Milošević, ottenne il 46,09% dei voti ed ottenne 194 seggi su 250 nell'Assemblea Nazionale. I partiti d'opposizione accusarono il Partito Socialista di Serbia di brogli. In seguito all'esito elettorale, Primo ministro divenne Dragutin Zelenović, poi sostituito nel 1991 da Radoman Božović.

## Risultati
| Liste                                                               | Voti      | %     | Seggi |
| ------------------------------------------------------------------- | --------- | ----- | ----- |
| Partito Socialista di Serbia (SPS)                                  | 2 320 587 | 48,08 | 194   |
| Movimento del Rinnovamento Serbo (SPO)                              | 794 789   | 16,47 | 19    |
| Partito Democratico (DS)                                            | 374 887   | 7,77  | 7     |
| Unione Democratica degli Ungheresi di Voivodina (DZVM)              | 132 726   | 2,75  | 8     |
| Partito d'Azione Democratica del Sangiaccato (SDA)                  | 84 156    | 1,74  | 3     |
| Unione delle Forze Riformiste di Jugoslavia per la Vojvodina (SRSJ) | 71 865    | 1,49  | 2     |
| Partito Popolare dei Contadini (NSS)                                | 68 045    | 1,41  | 1     |
| Partito dei Contadini di Serbia (SSS)                               | 52 663    | 1,09  | 2     |
| Partito Democratico Serbo (SDS)                                     | 32 927    | 0,68  | 1     |
| Associazione per l'Iniziativa Democratica Jugoslava (UJDI)          | 24 982    | 0,52  | 1     |
| Alleanza Democratica dei Croati in Voivodina (DSH)                  | 23 630    | 0,49  | 1     |
| Partito per l'Azione Democratica (PDD)                              | 21 998    | 0,46  | 1     |
| Partito degli Jugoslavi (SJ)                                        | 21 784    | 0,45  | 1     |
| Partito Riformista Democratico dei Musulmani (DRSM)                 | 3 432     | 0,07  | 1     |
| Candidati individuali                                               | 456 318   | 9,45  | 8     |
| Altri                                                               | 341 732   | 7,08  | –     |
| Totale                                                              | 4 826 521 | 100   | 250   |